# 魁!音楽の時間
『魁!音楽の時間』（さきがけ おんがくのじかん）はフジテレビジョン（FNS系）で毎週月曜日0:50 - 1:20（日曜深夜）に放送されていた音楽バラエティ番組である。
本番組をリニューアルした『魁!ミュージック』（さきがけ ミュージック）についても後述する。

## 概要
同番組の源流は、2014年10月から金曜日に全国ネットで放送されていた『どぅんつくぱ〜音楽の時間〜』→『音楽の時間 〜MUSIC HOUR〜』（いずれもMCは西内まりや）と、2005年から一部地域のブロックネット番組で放送されていた『魁!音楽番付』の2つの番組で、これを統合する形で2015年4月20日未明（19日深夜）より、毎週月曜日0:50 - 1:20（日曜深夜）に『魁!音楽の時間』（さきがけ!おんがくのじかん）として、深夜番組（ローカルセールス枠）として放送を開始したものである。
基本コンセプトは、『音楽の時間 〜MUSIC HOUR〜』のスタイルである「今の音楽を切り取り、リアルを伝える音楽ニュースショー」をそのまま生かしており、自らもシンガーソングライターとして活躍する女優の西内と、ゲストの歌手・ミュージシャンのトークや、普段は見せない音楽家の一面を披露するロケーションなどを展開する。

## 案内役（MC）
- 西内まりや
- 榎並大二郎（フジテレビアナウンサー、2015年10月 - ）

### 過去の案内役（MC）
- 福井慶仁（フジテレビアナウンサー、番組開始 - 2015年9月） - 前身番組『音楽の時間 〜MUSIC HOUR〜』から続投。

## ネット局（魁!音楽の時間）
（2015年10月現在）
| 放送対象地域   | 放送局                    | 系列                                         | 放送日時                     | 遅れ       | 備考       |
| -------------- | ------------------------- | -------------------------------------------- | ---------------------------- | ---------- | ---------- |
| 関東広域圏     | フジテレビ（CX）          | フジテレビ系列                               | 月曜 0:50 - 1:20（日曜深夜） | 同時ネット | 制作局     |
| 岩手県         | 岩手めんこいテレビ（MIT） | フジテレビ系列                               | 月曜 0:50 - 1:20（日曜深夜） | 同時ネット |            |
| 宮城県         | 仙台放送（OX）            | フジテレビ系列                               | 月曜 0:50 - 1:20（日曜深夜） | 同時ネット |            |
| 秋田県         | 秋田テレビ（AKT）         | フジテレビ系列                               | 月曜 0:50 - 1:20（日曜深夜） | 同時ネット |            |
| 山形県         | さくらんぼテレビ（SAY）   | フジテレビ系列                               | 月曜 0:50 - 1:20（日曜深夜） | 同時ネット |            |
| 福島県         | 福島テレビ（FTV）         | フジテレビ系列                               | 月曜 0:50 - 1:20（日曜深夜） | 同時ネット |            |
| 新潟県         | 新潟総合テレビ（NST）     | フジテレビ系列                               | 月曜 0:50 - 1:20（日曜深夜） | 同時ネット |            |
| 長野県         | 長野放送（NBS）           | フジテレビ系列                               | 月曜 0:50 - 1:20（日曜深夜） | 同時ネット |            |
| 静岡県         | テレビ静岡（SUT）         | フジテレビ系列                               | 月曜 0:50 - 1:20（日曜深夜） | 同時ネット |            |
| 富山県         | 富山テレビ（BBT）         | フジテレビ系列                               | 月曜 0:50 - 1:20（日曜深夜） | 同時ネット |            |
| 石川県         | 石川テレビ（ITC）         | フジテレビ系列                               | 月曜 0:50 - 1:20（日曜深夜） | 同時ネット |            |
| 福井県         | 福井テレビ（FTB）         | フジテレビ系列                               | 月曜 0:50 - 1:20（日曜深夜） | 同時ネット |            |
| 島根県・鳥取県 | 山陰中央テレビ（TSK）     | フジテレビ系列                               | 月曜 0:50 - 1:20（日曜深夜） | 同時ネット |            |
| 岡山県・香川県 | 岡山放送（OHK）           | フジテレビ系列                               | 月曜 0:50 - 1:20（日曜深夜） | 同時ネット |            |
| 広島県         | テレビ新広島（TSS）       | フジテレビ系列                               | 月曜 0:50 - 1:20（日曜深夜） | 同時ネット |            |
| 愛媛県         | テレビ愛媛（EBC）         | フジテレビ系列                               | 月曜 0:50 - 1:20（日曜深夜） | 同時ネット |            |
| 高知県         | 高知さんさんテレビ（KSS） | フジテレビ系列                               | 月曜 0:50 - 1:20（日曜深夜） | 同時ネット |            |
| 佐賀県         | サガテレビ（STS）         | フジテレビ系列                               | 月曜 0:50 - 1:20（日曜深夜） | 同時ネット |            |
| 長崎県         | テレビ長崎（KTN）         | フジテレビ系列                               | 月曜 0:50 - 1:20（日曜深夜） | 同時ネット |            |
| 熊本県         | テレビくまもと（TKU）     | フジテレビ系列                               | 月曜 0:50 - 1:20（日曜深夜） | 同時ネット |            |
| 鹿児島県       | 鹿児島テレビ（KTS）       | フジテレビ系列                               | 月曜 0:50 - 1:20（日曜深夜） | 同時ネット |            |
| 中京広域圏     | 東海テレビ（THK）         | フジテレビ系列                               | 月曜 0:55 - 1:25（日曜深夜） | 5分遅れ    |            |
| 宮崎県         | テレビ宮崎（UMK）         | フジテレビ系列 日本テレビ系列 テレビ朝日系列 | 月曜 0:55 - 1:25（日曜深夜） | 5分遅れ    | [ 注釈 1 ] |
| 福岡県         | テレビ西日本（TNC）       | フジテレビ系列                               | 火曜 1:55 - 2:25（月曜深夜） | 遅れネット | [ 注釈 2 ] |
| 近畿広域圏     | 関西テレビ（KTV）         | フジテレビ系列                               | 火曜 2:42 - 3:17（月曜深夜） | 遅れネット | [ 注釈 3 ] |
| 北海道         | 北海道文化放送（UHB）     | フジテレビ系列                               | 水曜 1:55 - 2:25（火曜深夜） | 遅れネット | [ 注釈 4 ] |
| 沖縄県         | 沖縄テレビ（OTV）         | フジテレビ系列                               | 水曜 1:55 - 2:25（火曜深夜） | 遅れネット |            |

## 魁!ミュージック
2016年4月11日より『魁!ミュージック』に改題・リニューアルされた。また、月曜0:30 - 1:00（日曜深夜）に『人生のパイセンTV』が日曜23:15 - 23:45から移動するため、放送時間を10分繰り下げ、月曜 1:00 - 1:30（日曜深夜）での放送となった。
『魁!音楽の時間』では、MCとゲストでスタジオトークを展開していたが、リニューアル後はロケーションが中心となっており、番組MCはいない。これは『魁!音楽番付』シリーズと同様であるが、一部の企画は『魁!音楽の時間』から引き継がれている。
2016年10月11日より、月曜未明（日曜深夜）から水曜未明（火曜深夜）へ移動。放送時間は25分繰り下がり、水曜1:25 - 1:55（火曜深夜）。
2017年4月12日より、放送時間を5分繰り下げ、水曜1:30 - 2:00（火曜深夜）。2017年9月13日（12日深夜）をもって終了。

### ネット局（魁!ミュージック）
2016年9月まで
| 放送対象地域   | 放送局                    | 系列                                         | 放送日時                     | 遅れ          | 備考   |
| -------------- | ------------------------- | -------------------------------------------- | ---------------------------- | ------------- | ------ |
| 関東広域圏     | フジテレビ（CX）          | フジテレビ系列                               | 月曜 1:00 - 1:30（日曜深夜） | 同時ネット    | 制作局 |
| 岩手県         | 岩手めんこいテレビ（MIT） | フジテレビ系列                               | 月曜 1:00 - 1:30（日曜深夜） | 同時ネット    |        |
| 宮城県         | 仙台放送（OX）            | フジテレビ系列                               | 月曜 1:00 - 1:30（日曜深夜） | 同時ネット    |        |
| 秋田県         | 秋田テレビ（AKT）         | フジテレビ系列                               | 月曜 1:00 - 1:30（日曜深夜） | 同時ネット    |        |
| 山形県         | さくらんぼテレビ（SAY）   | フジテレビ系列                               | 月曜 1:00 - 1:30（日曜深夜） | 同時ネット    |        |
| 福島県         | 福島テレビ（FTV）         | フジテレビ系列                               | 月曜 1:00 - 1:30（日曜深夜） | 同時ネット    |        |
| 新潟県         | 新潟総合テレビ（NST）     | フジテレビ系列                               | 月曜 1:00 - 1:30（日曜深夜） | 同時ネット    |        |
| 長野県         | 長野放送（NBS）           | フジテレビ系列                               | 月曜 1:00 - 1:30（日曜深夜） | 同時ネット    |        |
| 静岡県         | テレビ静岡（SUT）         | フジテレビ系列                               | 月曜 1:00 - 1:30（日曜深夜） | 同時ネット    |        |
| 富山県         | 富山テレビ（BBT）         | フジテレビ系列                               | 月曜 1:00 - 1:30（日曜深夜） | 同時ネット    |        |
| 石川県         | 石川テレビ（ITC）         | フジテレビ系列                               | 月曜 1:00 - 1:30（日曜深夜） | 同時ネット    |        |
| 福井県         | 福井テレビ（FTB）         | フジテレビ系列                               | 月曜 1:00 - 1:30（日曜深夜） | 同時ネット    |        |
| 島根県・鳥取県 | 山陰中央テレビ（TSK）     | フジテレビ系列                               | 月曜 1:00 - 1:30（日曜深夜） | 同時ネット    |        |
| 岡山県・香川県 | 岡山放送（OHK）           | フジテレビ系列                               | 月曜 1:00 - 1:30（日曜深夜） | 同時ネット    |        |
| 広島県         | テレビ新広島（TSS）       | フジテレビ系列                               | 月曜 1:00 - 1:30（日曜深夜） | 同時ネット    |        |
| 愛媛県         | テレビ愛媛（EBC）         | フジテレビ系列                               | 月曜 1:00 - 1:30（日曜深夜） | 同時ネット    |        |
| 高知県         | 高知さんさんテレビ（KSS） | フジテレビ系列                               | 月曜 1:00 - 1:30（日曜深夜） | 同時ネット    |        |
| 佐賀県         | サガテレビ（STS）         | フジテレビ系列                               | 月曜 1:00 - 1:30（日曜深夜） | 同時ネット    |        |
| 長崎県         | テレビ長崎（KTN）         | フジテレビ系列                               | 月曜 1:00 - 1:30（日曜深夜） | 同時ネット    |        |
| 熊本県         | テレビ熊本（TKU）         | フジテレビ系列                               | 月曜 1:00 - 1:30（日曜深夜） | 同時ネット    |        |
| 鹿児島県       | 鹿児島テレビ（KTS）       | フジテレビ系列                               | 月曜 1:00 - 1:30（日曜深夜） | 同時ネット    |        |
| 中京広域圏     | 東海テレビ（THK）         | フジテレビ系列                               | 月曜 1:10 - 1:40（日曜深夜） | 10分遅れ      |        |
| 近畿広域圏     | 関西テレビ（KTV）         | フジテレビ系列                               | 月曜 2:57 - 3:27（日曜深夜） | 1時間57分遅れ |        |
| 福岡県         | テレビ西日本（TNC）       | フジテレビ系列                               | 火曜 2:25 - 2:55（月曜深夜） | 遅れネット    |        |
| 北海道         | 北海道文化放送（UHB）     | フジテレビ系列                               | 水曜 1:25 - 1:55（火曜深夜） | 遅れネット    |        |
| 宮崎県         | テレビ宮崎（UMK）         | フジテレビ系列 日本テレビ系列 テレビ朝日系列 | 土曜 1:27 - 1:57（金曜深夜） | 遅れネット    |        |
| 沖縄県         | 沖縄テレビ（OTV）         | フジテレビ系列                               | 日曜 1:50 - 2:20（土曜深夜） | 遅れネット    |        |

2016年10月から2017年3月まで
| 放送対象地域   | 放送局                    | 系列                                         | 放送日時                     | 遅れ       | 備考   |
| -------------- | ------------------------- | -------------------------------------------- | ---------------------------- | ---------- | ------ |
| 関東広域圏     | フジテレビ（CX）          | フジテレビ系列                               | 水曜 1:25 - 1:55（火曜深夜） | 同時ネット | 制作局 |
| 岩手県         | 岩手めんこいテレビ（MIT） | フジテレビ系列                               | 水曜 1:25 - 1:55（火曜深夜） | 同時ネット |        |
| 宮城県         | 仙台放送（OX）            | フジテレビ系列                               | 水曜 1:25 - 1:55（火曜深夜） | 同時ネット |        |
| 島根県・鳥取県 | 山陰中央テレビ（TSK）     | フジテレビ系列                               | 水曜 1:25 - 1:55（火曜深夜） | 同時ネット |        |
| 岡山県・香川県 | 岡山放送（OHK）           | フジテレビ系列                               | 水曜 1:25 - 1:55（火曜深夜） | 同時ネット |        |
| 広島県         | テレビ新広島（TSS）       | フジテレビ系列                               | 水曜 1:25 - 1:55（火曜深夜） | 同時ネット |        |
| 高知県         | 高知さんさんテレビ（KSS） | フジテレビ系列                               | 水曜 1:25 - 1:55（火曜深夜） | 同時ネット |        |
| 秋田県         | 秋田テレビ（AKT）         | フジテレビ系列                               | 月曜 1:00 - 1:30（日曜深夜） | 遅れネット |        |
| 福島県         | 福島テレビ（FTV）         | フジテレビ系列                               | 月曜 1:00 - 1:30（日曜深夜） | 遅れネット |        |
| 新潟県         | 新潟総合テレビ（NST）     | フジテレビ系列                               | 月曜 1:00 - 1:30（日曜深夜） | 遅れネット |        |
| 福井県         | 福井テレビ（FTB）         | フジテレビ系列                               | 月曜 1:00 - 1:30（日曜深夜） | 遅れネット |        |
| 富山県         | 富山テレビ（BBT）         | フジテレビ系列                               | 月曜 1:00 - 1:30（日曜深夜） | 遅れネット |        |
| 愛媛県         | テレビ愛媛（EBC）         | フジテレビ系列                               | 月曜 1:00 - 1:30（日曜深夜） | 遅れネット |        |
| 長崎県         | テレビ長崎（KTN）         | フジテレビ系列                               | 月曜 1:00 - 1:30（日曜深夜） | 遅れネット |        |
| 熊本県         | テレビ熊本（TKU）         | フジテレビ系列                               | 月曜 1:00 - 1:30（日曜深夜） | 遅れネット |        |
| 鹿児島県       | 鹿児島テレビ（KTS）       | フジテレビ系列                               | 月曜 1:00 - 1:30（日曜深夜） | 遅れネット |        |
| 北海道         | 北海道文化放送（UHB）     | フジテレビ系列                               | 月曜 1:45 - 2:15（日曜深夜） | 遅れネット |        |
| 石川県         | 石川テレビ（ITC）         | フジテレビ系列                               | 火曜 1:40 - 2:10（月曜深夜） | 遅れネット |        |
| 山形県         | さくらんぼテレビ（SAY）   | フジテレビ系列                               | 水曜 0:55 - 1:25（火曜深夜） | 遅れネット |        |
| 佐賀県         | サガテレビ（STS）         | フジテレビ系列                               | 水曜 0:55 - 1:25（火曜深夜） | 遅れネット |        |
| 長野県         | 長野放送（NBS）           | フジテレビ系列                               | 火曜 1:25 - 1:55（月曜深夜） | 遅れネット |        |
| 沖縄県         | 沖縄テレビ（OTV）         | フジテレビ系列                               | 火曜 1:25 - 1:55（月曜深夜） | 遅れネット |        |
| 静岡県         | テレビ静岡（SUT）         | フジテレビ系列                               | 火曜 2:05 - 2:35（月曜深夜） | 遅れネット |        |
| 中京広域圏     | 東海テレビ（THK）         | フジテレビ系列                               | 土曜 3:10 - 3;40（金曜深夜） | 遅れネット |        |
| 近畿広域圏     | 関西テレビ（KTV）         | フジテレビ系列                               | 月曜 3:22 - 3:52（日曜深夜） | 遅れネット |        |
| 福岡県         | テレビ西日本（TNC）       | フジテレビ系列                               | 水曜 2:25 - 2:55（火曜深夜） | 遅れネット |        |
| 宮崎県         | テレビ宮崎（UMK）         | フジテレビ系列 日本テレビ系列 テレビ朝日系列 | 日曜 1:35 - 2:05（土曜深夜） | 遅れネット |        |

2017年4月から9月まで
| 放送対象地域 | 放送局                    | 系列           | 放送日時                     | 遅れ       | 備考   |
| ------------ | ------------------------- | -------------- | ---------------------------- | ---------- | ------ |
| 関東広域圏   | フジテレビ（CX）          | フジテレビ系列 | 水曜 1:30 - 2:00（火曜深夜） | 同時ネット | 制作局 |
| 岩手県       | 岩手めんこいテレビ（MIT） | フジテレビ系列 | 水曜 1:30 - 2:00（火曜深夜） | 同時ネット |        |
| 宮城県       | 仙台放送（OX）            | フジテレビ系列 | 水曜 1:30 - 2:00（火曜深夜） | 同時ネット |        |